# Bapaume
 Bapaume  es una población y comuna francesa, situada en la región de Norte-Paso de Calais, departamento de Paso de Calais, en el distrito de Arras. Es el chef-lieu y mayor población del cantón de Bapaume.

## Historia
Villa perteneciente al Condado de Artois, incluido en los Países Bajos de los Habsburgo en 1481. El 18 de septiembre de 1641, durante la guerra franco-española (1635-1659) pasaría a poder francés.

## Demografía
| 3275 | 3575 | 3689 | 3524 | 3509 | 4331 |
| Para los censos de 1962 a 1999 la población legal corresponde a la población sin duplicidades (Fuente: INSEE [Consultar]) |      |      |      |      |      |